# Ronifibrato
El ronifibrato es un fármaco con actividad antidislipidémica pertenecientes a la clase de fibratos, derivados de clofibrato y ácido nicotínico. Reduce los niveles de colesterol total, triglicéridos, LDL y VLDL y aumenta los niveles de HDL.

## Mecanismo de acción
El mecanismo de acción del fármaco no es bien conocido. El ronifibrato, como otros fibratos, parece aumentar el catabolismo de las VLDL mediante la inducción de un aumento en la síntesis de la lipoproteinlipasa.

## Farmacocinética
Después de la administración oral del ronifibrato es rápidamente absorbido desde el tracto gastrointestinal, alcanzando concentraciones máximas en plasma dentro de 1-2 horas. Los niveles terapéuticos se mantienen durante 8-12 horas. El fármaco se excreta principalmente en la orina.

## Usos clínicos
El ronifibrato se emplea en el tratamiento de la hiperlipoproteinemia primaria y de los tipos II, III y IV. Por supuesto que la terapia con el fármaco se debe combinar con una dieta adecuada.

## Efectos secundarios
Se pueden experimentar algunos efectos gastrointestinales (náuseas, vómitos, dispepsia, diarrea, flatulencia, dolor abdominal), hígado, central (dolor de cabeza, mareos, somnolencia), hematología (eosinofilia, leucopenia, anemia, agranulocitosis), genitourinarias (disuria, oliguria, hematuria) y reacciones de hipersensibilidad. También se describieron fatiga, calambres musculares, mialgia, artralgia, alopecia, impotencia, polifagia con el aumento de peso.

## Dosis terapéuticas
El ronifibrato se administra por vía oral en dosis de 500 mg hasta tres veces al día. El medicamento se toma preferiblemente inmediatamente después de las comidas. Es bueno para lograr esta dosificación gradualmente también con el fin de probar la sensibilidad individual al fármaco.